# Hydractinia aggregata
Hydractinia aggregata is een hydroïdpoliep uit de familie Hydractiniidae. De poliep komt uit het geslacht Hydractinia. Hydractinia aggregata werd in 1911 voor het eerst wetenschappelijk beschreven door Fraser. 